# Pseudoeurycea orchimelas
Espèce
Synonymes
- Lineatriton orchimelas Brodie, Mendelson & Campbell, 2002

Statut de conservation UICN

 EN B1ab(iii) : En danger
Pseudoeurycea orchimelas est une espèce d'urodèles de la famille des Plethodontidae.

## Répartition
Cette espèce est endémique du l'État de Veracruz au Mexique. Elle se rencontre de 100 à 1 300 m d'altitude dans la Sierra de los Tuxtlas et la Sierra de Santa Marta.

## Étymologie
Son nom d'espèce, du grec ὄρχις, orchis, « testicule », et μέλας, mélas, « noir », lui a été donné en référence à la pigmentation des organes reproductifs des mâles.

## Publication originale
- Brodie, Mendelson & Campbell, 2002 : Taxonomic revision of the Mexican plethodontid salamanders of the genus Lineatriton, with the description of two new species. Herpetologica, vol. 58, no 2, p. 194-202 (texte intégral).